# Diocèse de Beauvais, Noyon et Senlis
Le diocèse de Beauvais (en latin : Dioecesis Bellovacensis) est un diocèse de l'Église catholique en France. Érigé au IVe siècle, il est le diocèse historique du Beauvaisis, pays traditionnel de Picardie. Supprimé en 1801, il est rétabli dès 1822. Il couvre le département de l'Oise. Il est suffragant de l'archidiocèse métropolitain de Reims. Depuis 1851, les évêques de Beauvais relèvent les titres d'évêques de Noyon et de Senlis. Jacques Benoit-Gonnin en est l'évêque depuis 2010.

## Histoire
Selon la tradition, le Beauvaisis aurait été évangélisé par saint Lucien qui serait le premier évêque (épiscope) de Beauvais. Il est considéré comme le patron principal du diocèse, et sainte Angadrême, patronne secondaire. Selon les archives, le diocèse de Beauvais n'est répertorié qu'au VIe siècle, Maurinus étant le premier évêque attesté.
Sous l'Ancien Régime, l'évêque de Beauvais était le premier comte et pair ecclésiastique du Royaume. À ce titre, il assistait l'archevêque de Reims lors du sacre des rois de France et portait le manteau royal que recevait le nouveau roi.
En 1790, la constitution civile du clergé maintient le siège épiscopal de Beauvais.
Par la bulle Qui Christi Domini du 29 novembre 1801, le pape Pie VII supprime le siège épiscopal de Beauvais et incorpore le territoire du diocèse à celui d'Amiens qui couvre alors les départements de l'Oise et de la Somme et est suffragant de l'archidiocèse métropolitain de Paris.
Par la bulle Paternae charitatis du 6 octobre 1822, Pie VII rétablit le siège épiscopal de Beauvais pour le département de l'Oise.
Le 12 avril 1851, l'évêque de Beauvais et ses successeurs sont autorisés à joindre à leur titre ceux d'évêques de Noyon et de Senlis.

## Territoire
À la veille de la Révolution française, le diocèse de Beauvais confinait : au nord-ouest, avec celui d'Amiens ; au nord-est, avec celui de Noyon ; à l'est, avec celui de Soissons ; au sud-est, avec celui de Senlis ; au sud, avec l'archidiocèse de Paris ; et, au sud-ouest et à l'ouest, avec l'archidiocèse de Rouen. Il était divisé en trois archidiaconés, subdivisés en dix doyennés : l'archidiaconé de Bray comprenait les trois doyennés de Beauvais, Bray et Montagne ; celui de Clermont, les trois doyennés de Beaumont, Clermont et Mouchy ; celui de Breteuil, les quatre doyennés de Breteuil, Coudun, Pont et Ressons.
Lors de la création des départements, des paroisses du diocèse de Beauvais sont rattachés au département de Seine-et-Oise : Asnières-sur-Oise, Beaumont-sur-Oise, Bernes-sur-Oise, Bruyères-sur-Oise, Champagne-sur-Oise, Frouville, L'Isle-Adam, Maffliers, Mours, Nesles-la-Vallée, Fontenelle, Nointel, Noisy-sur-Oise, Parmain, Persan, Ronquerolles, Saint-Martin-du-Tertre, Seugy et Viarmes.
En 1802, la paroisse de Ferrières-en-Bray est rattachée à la Seine-Inférieure et à l'archidiocèse de Rouen.

## Paroisses
Le diocèse de Beauvais compte en 2018 quarante-et-une paroisses réparties en neuf secteurs missionnaires, dont le rôle est celui des doyennés.
Le secteur du Beauvaisis comprend les quatre paroisses de Beauvais-Centre, Beauvais-Nord, Beauvais-Sud et Bresles ; celui du Clermontois, les cinq paroisses de Clermont, du Liancourtois, de Mouy, du Pays de Chaussée et de Pont-Sainte-Maxence ; celui du Compiégnois, les cinq paroisses de Compiègne, de la Plaine-d'Estrées, du Ressontois, du Plateau Picard et de la Vallée de l'Aisne ; celui du Creillois, les quatre paroisses du Creillois-Centre, du Creillois-Nord, de Précy-sur-Oise et du Creillois-Sud ; celui du Noyonnais, les cinq paroisses de Carlepont, de Guiscard, de Lassigny, de Noyon et d'Oise-et-Matz ; celui de l'Oise normande, les cinq paroisses de Crèvecœur-le-Grand, du Haut-Beauvaisis, du Pays de Bray, de Brèche et Noye et de Picardie verte ; celui du Pays de France, les quatre paroisses de Chantilly, de Senlis, du Serval et de Thève-et-Nonette ; celui du Valois, les quatre paroisses de Crépy-en-Valois, du Haudouin, du Multien et de la Vallée de l'Automne ; celui de Vexin-Thelle, les paroisses d'Auneuil, de Méru-les-Sablons, du Pays de Noailles, de Saint-Louis-en-Thelle, et du Vexin.
À compter du 1er octobre 2023, à la suite de la fusion des paroisses de Montataire et Précy,  il y a 30 paroisses.

## Abus sexuels
En novembre 2019, le prêtre Roger Matassoli est retrouvé assassiné dans sa maison dans l'Oise, une croix enfoncée dans la gorge. Dans les années 2010, l'évêque Jacques Benoit-Gonnin reçoit des accusations de pédophilie par une victime alléguée du prêtre pour des faits d'agressions sexuelles en 1962. L'évêque ne prévient pas la justice : « Dans les années 2010-2011, la pratique pour les évêques était de dire si les faits sont prescrits ou non, là ils l’étaient. On ne le ferait plus maintenant ». Plusieurs victimes se signalent, une enquête canonique est demandée par Rome, mais elle n'est pas menée à son terme. Jacques Benoit-Gonnin reconnait son inaction : « J’ai mis beaucoup de temps à écrire. Jusqu'au moment de la mort de l’abbé, je n'avais toujours rien envoyé à Rome. ». Le meurtrier du prêtre est une de ses victimes alléguées,.
En novembre 2022, le diocèse publie un rapport indiquant le recensement de 50 victimes et 24 prêtres impliqués dans des affaires de pédocriminalité. Parmi ces curés 17 sont morts, et 4 vivent toujours dans l'Oise mais sans charge pastorale .

### Gilbert Adam
En avril 2013, Gilbert Adam, successeur du père Thomas Philippe comme aumônier de l’Arche, fait l’objet d’un dépôt de plainte pour agression sur majeur et mineur de la part d’une assistante abusée pendant 7 ans. Une enquête est menée par l’archevêché de Beauvais, en juin 2014. Un mois plus tard, l’archevêque prend une mesure d’éloignement du prêtre mais celle-ci n’a jamais été mise en pratique.
En 2019, dans le reportage Religieuses abusées, l’autre scandale de l’église, Jean de la Selle, ancien responsable de l’Arche de 1978 à 2004, témoigne sur les dérives du père Gilbert.
En décembre 2022, le média Le Parisien mentionne que le prêtre Gilbert Adam bien que sanctionné par l'Église pour des viols, continue à concélébrer des offices religieux, avec l'accord de son évêque, Jacques Benoit-Gonnin, et à diffuser "la parole de Dieu" sur son site Internet.

## Personnalités liées au diocèse
Henri Frémart est un compositeur, prêtre et maître de chapelle né à la fin du XVIe siècle et mort le 17 décembre 1651.